# Gil-galad
Gil-galad egy kitalált szereplő  J. R. R. Tolkien világában. A Középföldén élő tündék nagykirálya a másodkor végén (a Lindon nevű tündebirodalom felett uralkodott). A Sauron másodkorvégi bukásához vezető Utolsó Szövetség háborúja idején Gil-galad vezette a tündéket Mordor ellen, szövetségben a númenori emberek hadaival (akiket Elendil vezetett). A háború az Utolsó Szövetség oldalára látszott eldőlni, ezért a Barad-dûr ostroma közben Sauron előjött várából és óriási pusztítást végzett, magát Gil-galadot megragadta és Sauron puszta érintésétől hamuvá égett. A Sötét Úr Gil-galad mellett az emberek királyával, Elendillel is végzett. Sauront végül Elendil fia, Isildur győzte le azzal, hogy elvette tőle az Egy Gyűrűt.
Celebrimbor, miután elkészítette a három tünde gyűrűt, egyet Gil-galadnak adott, a Vilyát, a zafír gyűrűt. Gil-galad gyűrűjét és híres lándzsáját az Aiglost eleste előtt hadvezérének, Elrondnak adta, aki titokban tartotta a gyűrűt és az Aiglost Völgyzugolyban a Narsil darabjai mellé helyezte.
A gil-galad szó magyarul csillagfényt jelent.